# S-IC
S-IC（读作"S-one-C"）是土星五号火箭的第一级，由波音公司制造。S-IC上超过2000吨的质量都是推进剂煤油和液氧，这些推进剂产生33000KN的推力使火箭上升64千米。S-IC的五台F-1发动机中一台固定在中央，其余四台分部四角，可由液压装置控制方向。

## 制造
1961年12月15日，波音公司拿到了S-IC的生产合同，与此同时马歇尔航天飞行中心（MSFC）的工程师们正在挑选总设计师。S-IC的制造车间是位于新奥尔良的米丘德装配厂，而制造设备在威奇托市生产。S-IC的风洞试验在西雅图进行。
MSFC制造了前三个测试体（S-IC-T、S-IC-S、S-IC-F）和前两个实际应用模块（S-IC-1、-2）。制造S-IC的推进剂箱要7至9个月，完成整级的制造要14个月。

## 组件

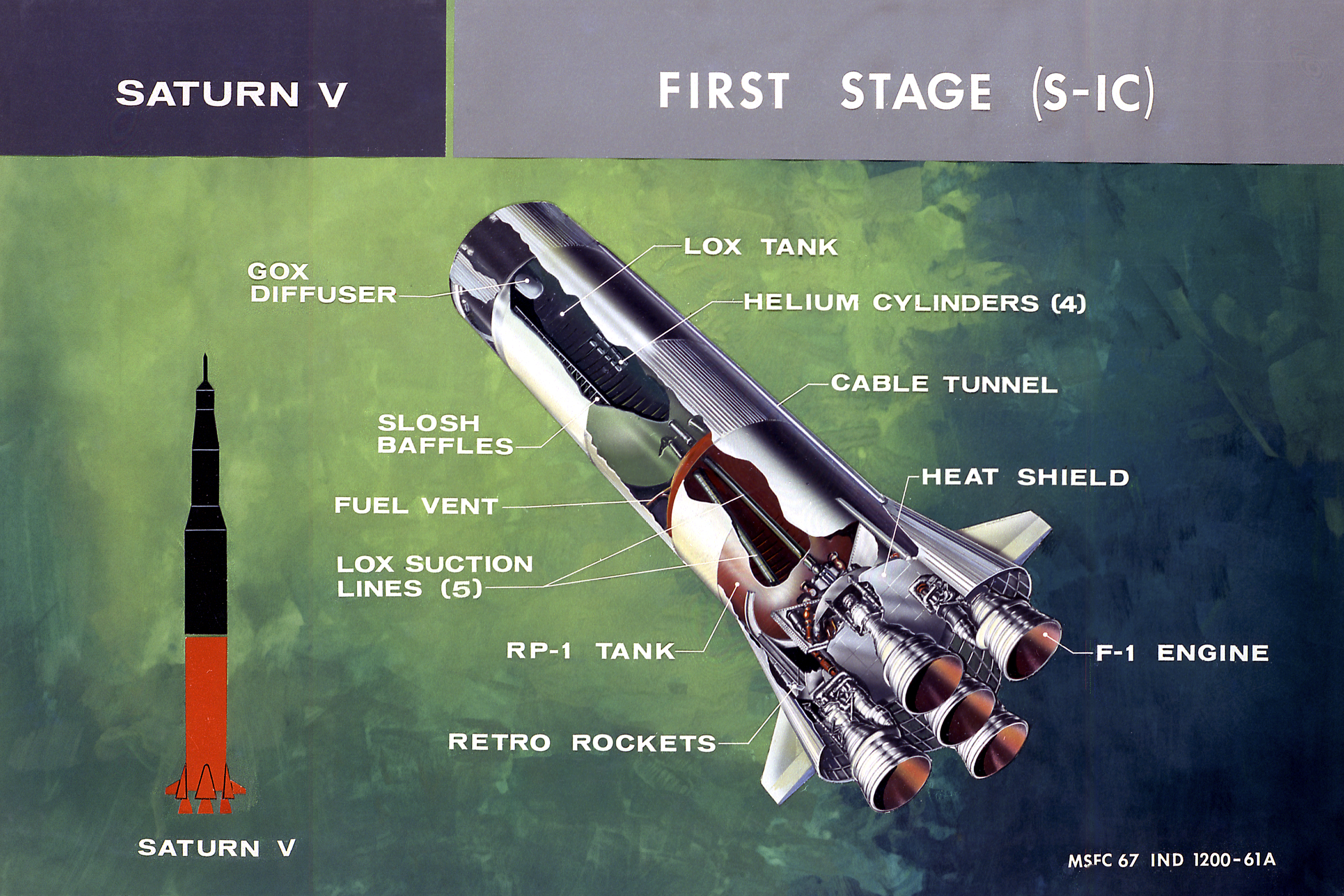
S-IC剖面图

S-IC上最大最重的部件是推力受力结构，重达21吨，它将五台发动机的推力均匀地分配给箭体。箭体上四个4.3米长，816kg重的稳定锚定是美国当时制造的最大铝制品，这四个锚定可承受1100 °C高温。

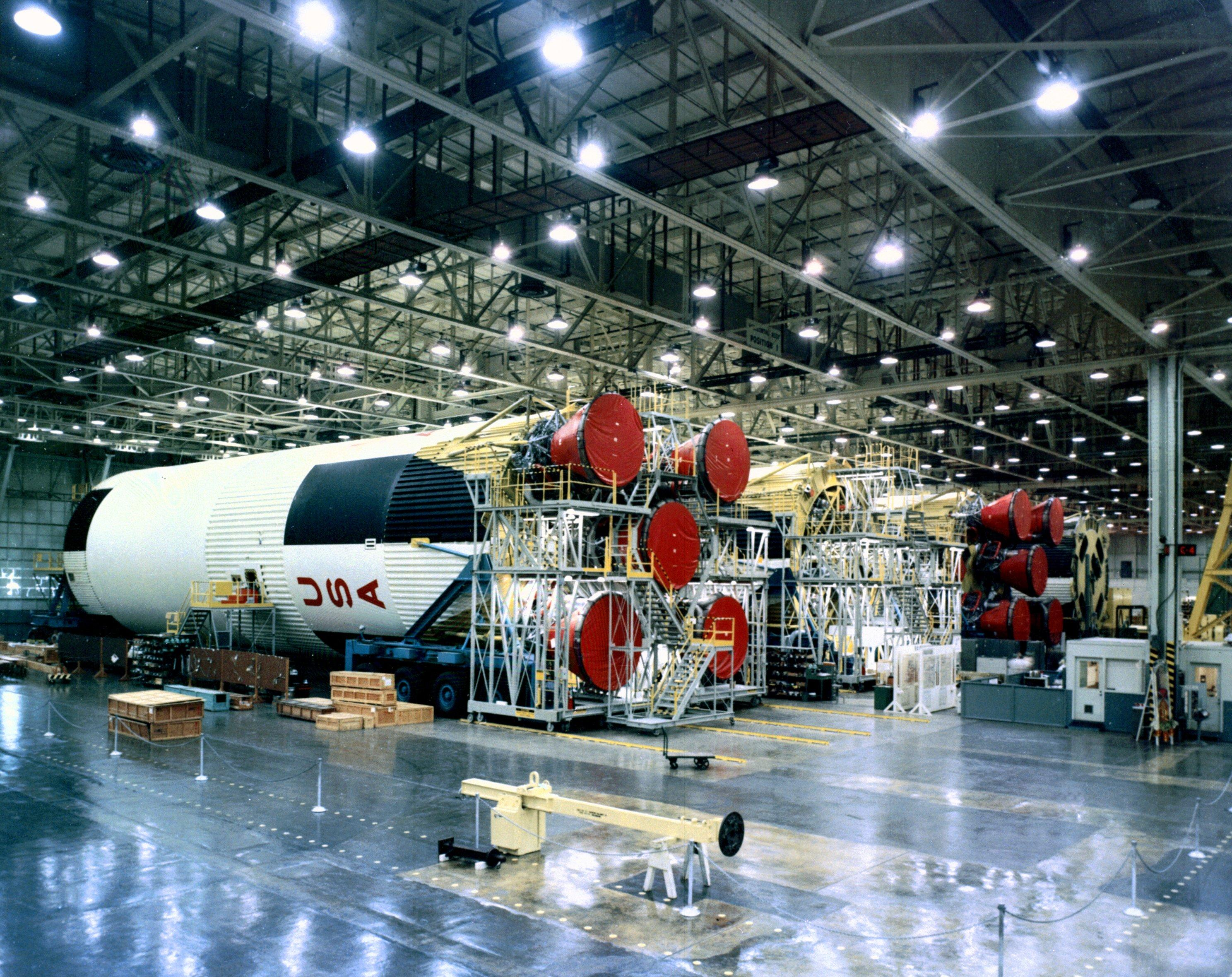
S-1C-10、S-1C-11和S-1C-9

受力结构之上是燃料箱，装有770,000升精炼煤油。燃料箱自重11吨，每秒可放出7300升燃料。火箭发射前，不断有氮气通入燃料箱保持燃料混合。起飞后，由液氧箱上的氦气箱提供供液压力。
液氧箱装有1,204,000升液氧，液氧箱到发动机的输送管道是直的，且贯穿燃料箱，设计师为此采取了必要的隔热措施。

## 应用
| 编号    | 用途                       | 发射日期                   | 当前位置                                   | 注释                                                               |
| ------- | -------------------------- | -------------------------- | ------------------------------------------ | ------------------------------------------------------------------ |
| S-IC-T  | 静态试车                   | 静态试车                   | 在肯尼迪航天中心展示                       |                                                                    |
| S-IC-S  | 结构负荷测试（未装发动机） | 结构负荷测试（未装发动机） | 未知（最后一次出现是在马歇尔航天飞行中心） |                                                                    |
| S-IC-F  | 测试发射设施               | 测试发射设施               | 未知                                       |                                                                    |
| S-IC-D  | 地面动态测试               | 地面动态测试               | 美国太空和火箭中心                         |                                                                    |
| S-IC-1  | 阿波罗4号                  | 1967年11月9日              |                                            | 马歇尔航天飞行中心制造                                             |
| S-IC-2  | 阿波罗6号                  | 1968年4月4日               |                                            | 马歇尔航天飞行中心制造，尾部加装了摄像头                           |
| S-IC-3  | 阿波罗8号                  | 1968年12月21日             | 30°12′N 74°7′W / 30.200°N 74.117°W         | 由此之后的箭体都由波音制造；质量减少了560kg，有效载荷增加36kg      |
| S-IC-4  | 阿波罗9号                  | 1969年3月3日               | 30°11′N 74°14′W / 30.183°N 74.233°W        |                                                                    |
| S-IC-5  | 阿波罗10号                 | 1969年5月18日              | 30°11′N 74°12′W / 30.183°N 74.200°W        | S-IC R&D仪器的最后一次使用                                         |
| S-IC-6  | 阿波罗11号                 | 1969年7月16日              | 30°13′N 74°2′W / 30.217°N 74.033°W         |                                                                    |
| S-IC-7  | 阿波罗12号                 | 1969年11月14日             | 30°16′N 74°54′W / 30.267°N 74.900°W        |                                                                    |
| S-IC-8  | 阿波罗13号                 | 1970年4月11日              | 30°11′N 74°4′W / 30.183°N 74.067°W         |                                                                    |
| S-IC-9  | 阿波罗14号                 | 1971年1月31日              | 29°50′N 74°3′W / 29.833°N 74.050°W         |                                                                    |
| S-IC-10 | 阿波罗15号                 | 1971年7月26日              | 29°42′N 73°39′W / 29.700°N 73.650°W        |                                                                    |
| S-IC-11 | 阿波罗16号                 | 1972年4月16日              | 30°12′N 74°9′W / 30.200°N 74.150°W         |                                                                    |
| S-IC-12 | 阿波罗17号                 | 1972年12月7日              | 28°13′N 73°53′W / 28.217°N 73.883°W        |                                                                    |
| S-IC-13 | 天空实验室                 | 1973年5月14日              |                                            | 将发动机关机顺序从1-4式改为1-2-2式以减小阿波罗望远镜座的加速度负荷 |
| S-IC-14 | 未使用                     | 未使用                     | 和土星五号一起在约翰逊航天中心展示         | 原计划用于阿波罗18号或19号                                         |
| S-IC-15 | 未使用                     | 未使用                     | 米丘德装配厂                               | 作为天空实验室发射火箭的备份                                       |